# Arnold Houbraken
Arnold Houbraken (Dordrecht, 28 de março de 1660 - Amsterdã, 14 de outubro de 1719) foi um artista e historiador neerlandês.
Filho do burguês Johan Houbraken e de Truijgien Aertsdochter Gudde, estudou com Samuel van Hoogstraten e ingressou na Guilda de São Lucas. Mudou-se em 1709 para a Amsterdã, onde faleceu. Adquiriu vasta cultura, interessando-se por antiguidades, história, iconografia, poesia, filosofia, literatura, teatro e religião. Sua obra pictórica privilegia as cenas de gênero, bíblicas e mitológicas, e deixou muitas obras em desenho, gravura e decoração de interiores. Adepto da corrente classicista, considerava que a arte em seu tempo estava em decadência. Também cultivou o retrato, sendo louvado como “a Fênix da retratística holandesa".
Agora é lembrado principalmente por uma importante obra de referência histórica e artística, De Groote Schouburgh der Nederlandsche kunstschilders en schilderessen, publicada em Amsterdã entre 1718 e 1721, uma enciclopédia de biografias de artistas do Século de Ouro dos Países Baixos. Também deixou dois volumes de emblemas e brasões descritos e comentados.
Casado com Sara Souburgh, teve dez filhos, dos quais se destacaram três artistas: Jacobus Houbraken (1698-1780), gravurista de retratos e ilustrações de livros, incluindo os de seu pai; Antonina Houbraken, conhecida como gravurista e desenhista de cartas topográficas, paisagens fantásticas e retratos, e Christina, da qual só resta a fama, pois toda sua produção se perdeu.